# Penelope pileata
La penelope crestabianca o guan crestabianca (Penelope pileata Wagler, 1830) è un uccello galliforme della famiglia dei Cracidi endemico del Brasile centro-settentrionale.

## Descrizione

### Dimensioni
Misura circa 83 cm di lunghezza per un peso di 1100-1600 g.

### Aspetto
La penelope crestabianca è una delle rappresentanti più colorate del suo genere, presentando un contrasto molto marcato tra la colorazione scura delle parti superiori e quella relativamente chiara delle inferiori. In questo uccello delle foreste la cresta è relativamente sviluppata: le lunghe e strette piume bianche si allargano all'estremità, dove sono striate e bordate di rossiccio. Il collo e le parti inferiori sono castano-rossicce e si avvicinano al bordeaux sulla parte posteriore del collo. Le piume del petto presentano evidenti bordi bianchi distribuiti in modo piuttosto discontinuo. Le parti superiori, comprese anche le timoniere centrali, sono di colore verde scuro o nero-verdastro, con le piume delle spalle che presentano degli evidenti margini bianco-grigiastri. Le timoniere esterne sono nero-bluastre con una lucentezza verde sui margini esterni.
La faccia è grigio-ardesia scuro con delle piume nere sparse e una zona nera trasversale sulla sommità della fronte che funge da linea di demarcazione tra il bianco del cappuccio e il colore scuro della faccia. Le pliche di carne flaccida sotto il mento sono rosse. Nel maschio, l'iride è di colore rosso scuro, mentre nella femmina è un po' più chiara. Le zampe e i piedi sono rosso-corallo, gli artigli neri. Alla nascita, i pulcini hanno una distinta striscia nera delimitata da strie giallo-grigiastre intorno al cappuccio. Questa linea nera spezzata diventa più larga e più continua dietro le orecchie, quindi prosegue lungo i lati del collo. Il piumino della testa varia considerevolmente dal marrone al grigio cenere. Le ali sono marrone scuro con striature giallastre, le timoniere nere con barre giallastre. Dall'età di 50 giorni, i giovani assumono già l'aspetto dei genitori: le prime piume adulte compaiono ovunque, tranne che sulla testa e sul collo.

### Voce
Questa caratteristica dell'animale è pressoché sconosciuta. Xeno-Canto segnala solamente delle grida rauche provenienti senza dubbio da questo uccello registrate nella Serra dos Carajás, nella parte orientale dello stato del Pará, in Brasile.

## Biologia
Nel suo atteggiamento e nelle sue abitudini, la penelope crestabianca non differisce molto dalle grandi penelopi che appartengono alla famiglia dei Cracidi. È strettamente imparentata con la penelope frontebianca (Penelope jacucaca), a cui assomiglia per dimensioni, proporzioni e comportamento. In base agli studi effettuati in cattività, sembra essere una specie abbastanza pacifica, anche se in determinate circostanze può essere piuttosto aggressiva, il che suggerisce probabilmente che nel suo ambiente naturale essa è territoriale.

### Alimentazione
Per quanto riguarda la dieta di questa specie, non abbiamo a disposizione informazioni precise. Comunque, le altre penelopi sono quasi esclusivamente vegetariane: consumano bacche, frutta e semi, ma non disdegnano gli invertebrati.

### Riproduzione
In cattività, la covata è costituita a volte da 4 uova, ma 3 sembrerebbe essere la norma. Queste hanno una forma ellittica e le due estremità smussate sono quasi identiche. Secondo Delacour, poco prima della schiusa, misurano circa 8 cm per 5 e pesano poco più di 100 g, più di quelle della penelope crestata, che però è più pesante.
Alla nascita, i pulcini pesano tra 64 e 70 grammi. A 30 giorni pesano 240 grammi, a 90 giorni raggiungono i 550 grammi. Le pieghe flaccide sotto il mento compaiono dopo 60 giorni e sono di colore rosa pallido. Non conosciamo la ripartizione dei compiti tra i genitori per quanto riguarda l'alimentazione e l'educazione dei giovani. Anche la durata della dipendenza dai genitori è sconosciuta.

## Distribuzione e habitat
Come gli altri membri della famiglia, la penelope crestabianca è originaria dell'America del Sud. Più precisamente, questa specie è endemica del Brasile. Il suo areale copre una superficie piuttosto piccola a sud del Rio delle Amazzoni, tra il corso inferiore del Rio Madeira e il corso inferiore del Rio Tapajós. La specie è considerata monotipica.
Le penelopi crestabianca vivono nelle foreste umide tropicali di pianura. Sembrano essere presenti esclusivamente nelle zone dove la vegetazione è particolarmente fitta, quindi passano spesso inosservate e le informazioni riguardo alle loro abitudini sono scarse. Ulteriori notizie sull'ecologia di questo uccello devono essere ancora raccolte.

## Conservazione
Secondo Handbook of the Birds of the World la specie non è da considerarsi minacciata nel complesso. Ancora abbastanza comune nella foresta nazionale del Tapajós, è tuttavia rara nelle regioni del Santarem e del Pará. È poco frequente anche negli zoo e in altri luoghi di cattività. Secondo BirdLife International, il suo areale viene stimato in 970 000 chilometri quadrati e il numero di esemplari è in diminuzione a causa della distruzione dell'habitat. La popolazione complessiva viene valutata a meno di 10 000 individui o 6 700 esemplari maturi e la specie è classificata come «vulnerabile» (Vulnerable).